# Promise (singel Ciary)
Promise – singel amerykańskiej piosenkarki Ciary. Promuje album Ciara: The Evolution.

## Lista piosenek
1. Promise (Main)
2. Promise (Instrumental)
3. Promise (Call Out Research Hook #1)
4. Promise (Call Out Research Hook #2)

## Listy przebojów
| Chart (2006/2007)                    | pozycja        |
| ------------------------------------ | -------------- |
| U.S. Billboard Hot 100               | 11             |
| U.S. Billboard Hot R&B/Hip-Hop Songs | 1 (2 tygodnie) |
| U.S. Billboard Pop 100               | 40             |
| U.S. ARC Weekly Top 40               | 32             |
| United World Chart                   | 28             |